# Patrick Lapeyre
Pour les articles homonymes, voir Lapeyre.
Patrick Lapeyre, né en juin 1949 à Paris, est un écrivain français.

## Biographie
Après une hypokhâgne et une khâgne au lycée Henri-IV à la fin des années 1960, Patrick Lapeyre poursuit des études de lettres modernes à la Sorbonne et devient professeur dans divers lycées de la région parisienne. Il est muté au lycée des Ulis en 1986.
Il commence sa carrière littéraire par la publication, en 1984, de Le Corps inflammable puis publie ensuite La Lenteur de l'avenir en 1987, Ludo & Compagnie en 1991, Welcome to Paris en 1994, Sissy, c'est moi en 1998, L'Homme-sœur ou la Femme-frère en 2004 qui obtient le prix du Livre Inter et, en 2010, La vie est brève et le désir sans fin qui obtient le prix Femina. Ce dernier roman évoque la dialectique de la grâce et de la souffrance dans une succession d'états sensoriels et poétiques, avec une structure 
répétitive d'essence quasi musicale[réf. nécessaire].[non neutre]
Ses romans sont tous publiés chez P.O.L.
Patrick Lapeyre a deux filles, Constance et Jeanne.

## Œuvre
- 1984 : Le Corps inflammable
- 1987 : La Lenteur de l'avenir
- 1991 : Ludo et compagnie
- 1994 : Welcome to Paris
- 1998 : Sissy, c'est moi
- 2004 : L'Homme-sœur,  prix du Livre Inter 2004
- 2010 : La vie est brève et le désir sans fin - Prix Fémina 2010[5].
- 2016 : La Splendeur dans l'herbe
- 2020 : Paula ou personne, P.O.L